# Wahlen in Nigeria 2019
Die Präsidentschafts- und Parlamentswahlen in Nigeria 2019 fanden am 23. Februar statt, teilweise verlängert bis zum 24. Februar. Sie wurden von der Independent National Electoral Commission (INEC) organisiert. Die Wahlen waren die sechsten seit dem Ende der Militärregierung im Jahr 1999. Mit über 84 Millionen Registrierten waren es die größten jemals in Afrika abgehaltenen Wahlen. Ursprünglich war der 16. Februar 2019 als Wahltermin vorgesehen. Die für den 2. März vorgesehenen Wahlen der Gouverneure, Parlamente der Bundesstaaten und Gemeinderäte wurden auf den 9. März 2019 verschoben.
Der Amtsinhaber Muhammadu Buhari gewann die Präsidentschaftswahl mit rund 56 % der Stimmen vor seinem Herausforderer Atiku Abubakar, der etwa 41 % erhielt. In beiden Häusern des Parlaments erhielt Buharis All Progressives Congress die Mehrheit.

## Wahlmodus
Präsidentschafts- und Parlamentswahlen finden in Nigeria im vierjährigen Turnus simultan statt.
Präsidentschaftskandidaten werden in Vorwahlen in ihren Parteien ermittelt. Sie kandidieren jeweils zusammen mit einem Kandidaten für das Vizepräsidentenamt. Der Präsident wird mit der einfachen Mehrheit bestimmt, er muss jedoch in mindestens zwei Dritteln der Bundesstaaten jeweils mindestens 25 % der Stimmen erreichen. Gelingt dies keinem Kandidaten, kommt es zu einer Stichwahl.
Am selben Tag werden die 360 Abgeordneten des House of Representatives of Nigeria in ebenso vielen Wahlkreisen nach dem Mehrheitswahlrecht gewählt. Die 109 Mitglieder des Senats werden ebenfalls nach dem Mehrheitswahlrecht ermittelt, je drei Abgeordnete in den jeweils drei Wahlkreisen der Bundesstaaten und einer im Federal Capital Territory.
Über 84 Millionen Nigerianer waren als Wahlberechtigte registriert. Es gab 119.974 Wahllokale.

## Kandidaten für die Präsidentschaftswahl

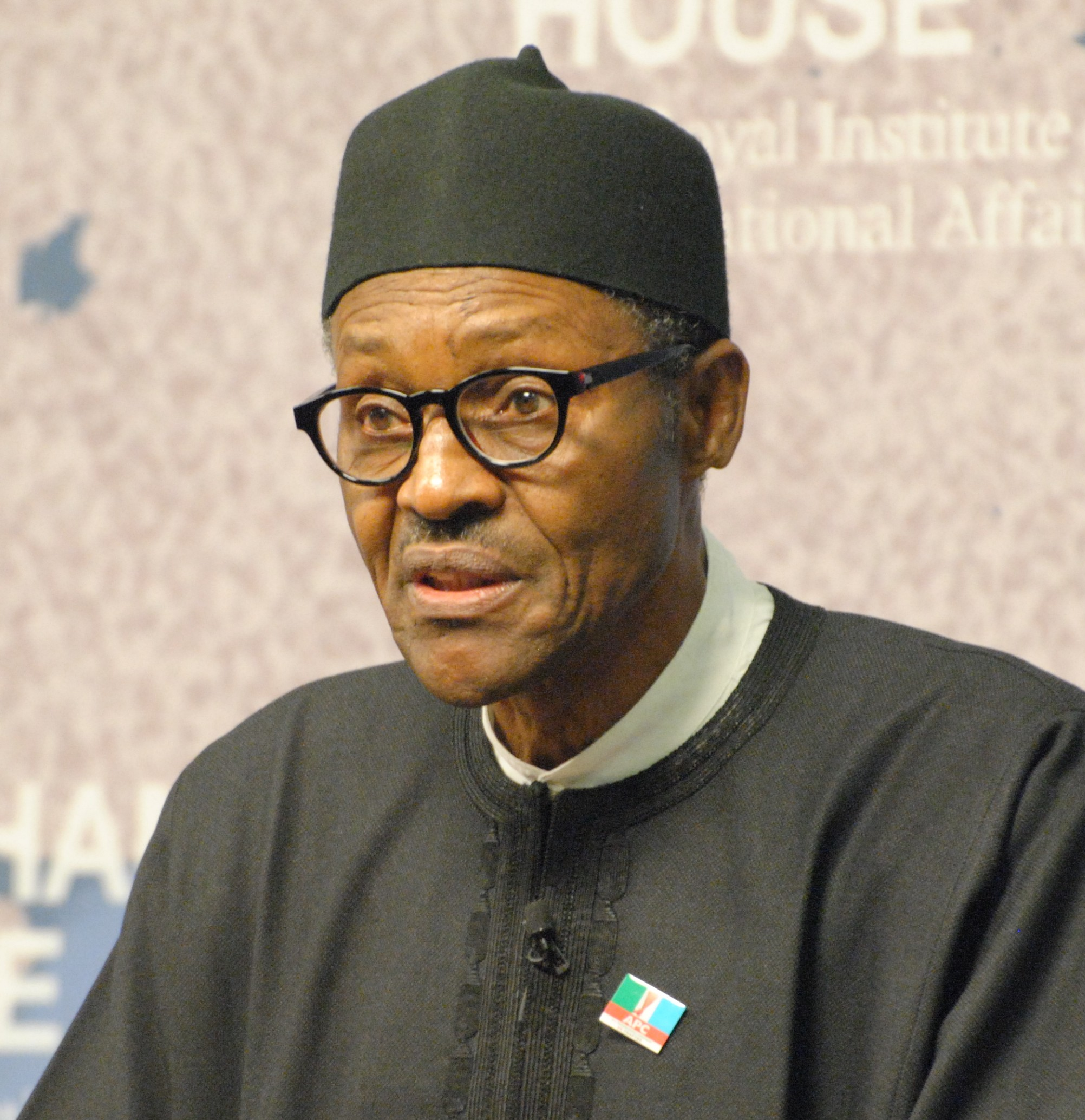
Amtsinhaber Muhammadu Buhari (2015)

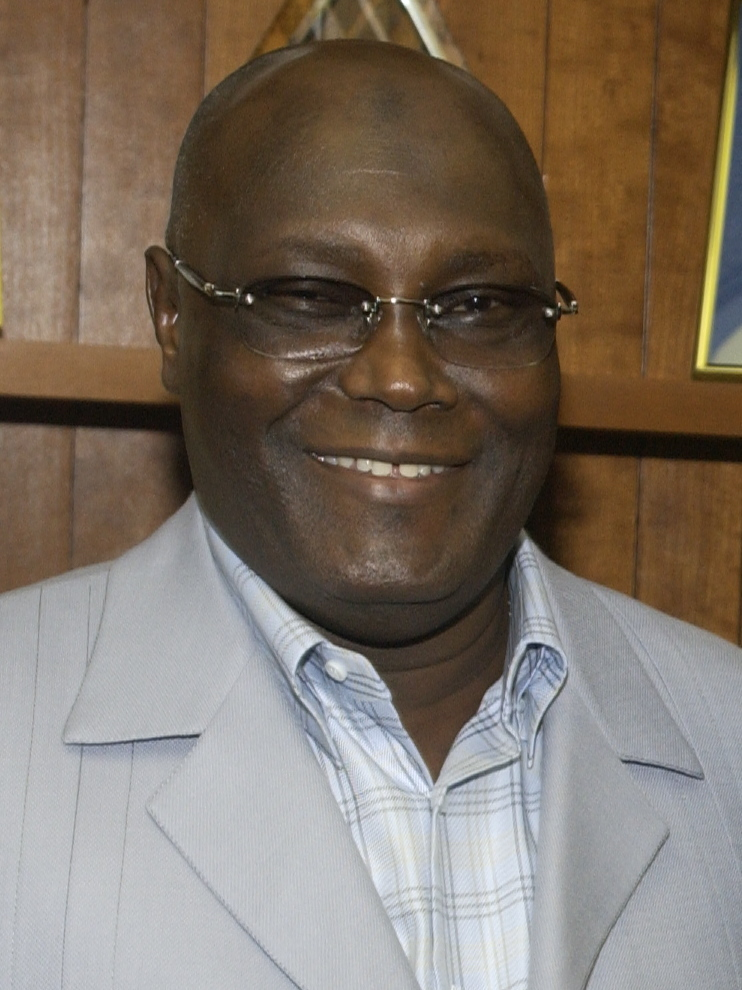
Atiku Abubakar (2003)

Der ehemalige General und Militärherrscher Muhammadu Buhari (1942–2025) vom All Progressives Congress (APC) wurde bei den Wahlen 2015 zum Präsidenten gewählt und trat nun erneut an. Sein Kandidat als Vizepräsident war wie schon 2015 Yemi Osinbajo. Buhari wurde vorgeworfen, viele Wahlversprechen nicht gehalten zu haben; zu den Konflikten mit den Boko Haram im Norden des Landes kamen blutige Unruhen zwischen Nomaden und sesshaften Landwirten in zentralen Gebieten.
Zu Buharis Herausforderern gehörte Atiku Abubakar (* 1946), der für die People’s Democratic Party (PDP) antrat. Von 1999 bis 2007 amtierte er als Vizepräsident; im Vorfeld der Wahlen 2015 hatte er noch bei der APC den dritten Platz bei den Vorwahlen belegt. Abubakars PDP stellte bis 2015 mit Goodluck Jonathan den Präsidenten. Abubakar wurde als Unternehmer wohlhabend; die Herkunft seines Vermögens ist strittig. In den Vereinigten Staaten besteht gegen ihn wegen Korruptionsverdachts prinzipiell ein Einreiseverbot.
Weitere Kandidaten (Auswahl):
- Chike Ukaegbu, Advanced Allied Party[6]
- Donald Duke, Social Democratic Party[7]
- Fela Durotoye, Alliance for New Nigeria[8]
- Oby Ezekwesili, Leiterin der Kampagne BringBackOurGirls;[9] Kandidatur zurückgezogen
- Tope Fasua, Abundant Nigeria Renewal Party[10]
- Rabiu Kwankwaso, ehemaliger Gouverneur von Kano[11]
- Sule Lamido, ehemaliger Gouverneur von Jigawa[12]
- Ahmed Makarfi, ehemaliger Gouverneur von Kaduna, ehemaliges Mitglied der PDP[10]
- Obadiah Mailafia, African Democratic Congress[13]
- Kingsley Moghalu, ehemaliger stellvertretender Gouverneur der Central Bank of Nigeria[14]
- Gbenga Olawepo-Hashim, Peoples Trust[15]
- Remi Sonaiya, KOWA Party[16]
- Omoyele Sowore, Menschenrechtsaktivist und Betreiber der Website Sahara Reporters.[17]
- Kabiru Tanimu Turaki, ehemaliger Minister[10]

Eine Liste vom 8. Oktober 2018 gab 35 Präsidentschaftskandidaten an, darunter sechs Frauen. Die im Januar 2019 veröffentlichte endgültige Liste der Wahlkommission gab die Namen von 73 Präsidentschaftskandidaten und ebenso vielen Vizepräsidentschaftskandidaten an.

## Geschehen im Vorfeld der Wahlen
Rund drei Wochen vor dem Wahltermin ersetzte Buhari den obersten Richter Walter Onnoghen durch einen Juristen aus seiner Heimatregion. Dieser ist für mögliche Einsprüche gegen das Wahlergebnis zuständig. Kurz vor dem Wahltermin brannten zwei Häuser mit Wahlunterlagen ab. Befürchtet wurden mögliche Manipulationen.
Wenige Stunden vor Beginn der Wahlen am 16. Februar 2019 gab der Leiter der Wahlkommission eine Verschiebung auf den 23. Februar 2019 bekannt. Als Grund wurden fehlende Wahlunterlagen in einigen Gebieten und schlechtes Wetter angegeben. Regierungs- und Oppositionslager schoben sich gegenseitig die Verantwortung an der Verschiebung zu. Die Regionalwahlen wurden um eine Woche auf den 9. März 2019 verschoben.
Der Leiter der internationalen Wahlbeobachter-Kommission war der frühere Präsident Botswanas, Festus Mogae. Die Delegation der Afrikanischen Union wurde vom früheren äthiopischen Premierminister Hailemariam Desalegn angeführt.
Vor den Wahlen sollten alle Stimmberechtigten bei der Registrierung je eine Stimmkarte (Permanent Voting Card) erhalten, die im Wahllokal in einem Kartenlesegerät verifiziert wird. Zahlreiche Wahlberechtigte hatten jedoch keine Stimmkarte erhalten; hingegen wurden elf Millionen Stimmkarten nicht abgerufen. Die Zerstörung von 4600 Lesegeräten bei einem Brand konnte nach dem Verschieben der Wahlen am 16. Februar durch Nutzen von Reserven aus anderen Regionen ausgeglichen werden. Im Bundesstaat Borno, in dem die Aktivitäten der Terrorgruppe Boko Haram am stärksten sind, wurden Wahllokale in Lagern für Binnenflüchtlinge eingerichtet.

## Parlamentswahl
91 Parteien wurden für die Parlamentswahl registriert.
2015 hatte die APC 225 Sitze im House of Representatives gewonnen, die PDP 125 und sonstige Parteien 10 Sitze. Durch Übertritte während der Legislaturperiode änderten sich die Zahlen. Bei den Senatswahlen 2015 erhielt die APC 60 Sitze und die PDP die übrigen 49.
Am 4. März 2019 waren 93 Mandate im House of Representatives für die APC und 38 für die PDP bestätigt; die übrigen Wahlkreise waren noch nicht ausgezählt. Auch die Stimmen der Senatswahl waren noch nicht vollständig ausgezählt.

## Ablauf
Die Wahlen wurden als die „an Zwischenfällen ärmsten“ in der nigerianischen Geschichte beschrieben. Allerdings gab es vereinzelte Probleme wie verspätet öffnende Wahllokale, fehlende Lesegeräte sowie zahlreiche Tote durch Gewalt. Einige Wahllokale waren wegen Problemen am eigentlichen Wahltag auch noch am Folgetag geöffnet. Die Zahl der Toten wurde wenige Tage später mit 56 angegeben.
In vielen Fällen dokumentierten die Wähler den Ablauf mit Smartphones, um Unregelmäßigkeiten zu verhindern.

## Ergebnisse

### Präsidentenwahl

Mehrheiten bei der Präsidentschaftswahl in den Bundesstaaten

Die Wahlkommission verkündete am Abend des 26. Februar 2019 das Ergebnis der Präsidentschaftswahl. Demnach erhielt Buhari rund 56 % der Stimmen, Abubakar 41 %. Während Buhari im gesamten Nordteil des Landes und in der Metropole Lagos gewann, errang Abubakar in den meisten südlichen Bundesstaaten und in der Hauptstadt Abuja die Mehrheit. Alle anderen Kandidaten erzielten Ergebnisse unter einem halben Prozent. Die PDP behauptete, dass das Ergebnis manipuliert sei, und sprach von „schwerem Wahlbetrug“.
Die Wahlkommission gab folgende Stimmenzahlen bekannt (aufgeführt sind hier nur Kandidaten mit mehr als 30.000 Stimmen):
- Muhammadu Buhari (APC): 15.191.847
- Atiku Abubakar (PDP): 11.262.978
- Nicolas Felix (PCP): 110.196
- Obadiah Mailafia (ADC): 97.874
- John Wilson Terwase Gbor (APGA): 66.851
- Sani Yusuf Yabagi (ADP): 54.930
- Davidson Isibor Akhimien (GDPN): 41.852
- Aliyu Hassan Ibrahim (APA): 36.866
- Donald Duke (SDP): 34.746
- Omoyele Sowore (AAC): 33.953

Die Wahlbeteiligung wurde mit 35,66 % angegeben.
Am 30. Oktober 2019 wies der Supreme Court einen Einspruch der PDP gegen das Ergebnis ab.

### Sitzverteilung im Senat
Anfang April 2019 waren 106 Sitze vergeben, davon 64 für die APC, 41 für die PDP und einer für die Young Progressive Party (YPP).
Der amtierende Senatspräsident Bukola Saraki (PDP, vormals APC) wurde nicht wieder in den Senat gewählt.

### Sitzverteilung im House of Representatives
Anfang April 2019 waren 352 Sitze vergeben, davon 217 für die APC, 115 für die PDP, neun für die APGA, drei für die ADC, je zwei für die PRP und die AA und je einer für APM, SDP und ADP. Unter den Abgeordneten sind mindestens elf Frauen.